# William Douglas (2e comte d'Angus)
William Douglas (né vers 1398 et mort en octobre 1437) est un noble écossais qui fut le 2e comte d'Angus.

## Origine
William est le fils de  Georges Douglas 1er comte d'Angus et de la princesse  Marie d'Écosse fille du roi Robert III d'Écosse. La vie de William Douglas est intimement liée à celle de son oncle le roi  Jacques Ier d'Écosse. Il nait vers 1398 au château de Tantallon dans l'East Lothian. Il hérite du titre de comte d'Angus vers 1402/1403, après la mort de son père de la peste bubonique alors qu'il était en captif en Angleterre à la suite du combat de Humbleton.

## Le retour du roi Jacques
En 1420, Angus est choisi comme l'un des vingt un nobles pressentis comme otages en Angleterre en garantie du paiement de la rançon de Jacques Ier. Jacques avait été capturé par les Anglais en  1406, et était depuis le prisonnier du roi Henri IV d'Angleterre, puis de son fils Henri V d'Angleterre. Pendant sa détention le gouvernement du royaume d'Écosse était assuré par son oncle Robert Stuart duc d'Albany, qui ne s'était guère empressé de payer la rançon de son jeune neveu. À la mort du duc d'Albany en 1420 les écossais paient finalement la rançon exigée. À la suite d'une intrigue, le comte d'Angus n'est finalement pas inclus dans la liste d'otages et il fait partie des nobles écossais qui accueillent leur roi à  Durham, en 1424. Le roi fait un  retour triomphant en Écosse et Angus est adoubé chevalier par lui lors de son couronnement à  abbaye de Scone le 2 juin.

## Geôlier pour le roi
En 1425, le gouvernement royal met en œuvre une vaste épuration contre les Stuarts d'Albany et leurs partisans. 
Lors du procès qui suit au château de Stirling, le tribunal comprend le comte d'Angus et de nombreux membres de la noblesse de la faction des Douglas. Il décide l'exécution les 24/25 mai de  Murdoch Stewart, le fils et successeur du régent, de ses deux fils Alexandre et Walter, ainsi que de son beau-père le comte Duncan de Lennox. La veuve de Murdoch Isabelle, devenue comtesse titulaire de  Lennox et duchesse d' Albany, est retenue comme prisonnière au château de Tantallon sous la garde du comte d'Angus pendant huit années.
En 1429, le roi Jacques Ier intervient dans le nord du pays afin de réprimer les troubles créés par 
le  seigneur des Îles Alexandre II MacDonald d'Islay, comte de Ross. En réponse  Alexandre et ses îliens incendient Inverness. Le comte d'Angus est l'un des  capitaines de l'armée royale et quand finalement Alexandre d'Islay se soumet à  Holyrood Abbey il lui est confié aussi à la garde du comte d'Angus Tantallon pendant deux ans.

## Gardien des Marches
En 1430, Angus est envoyé comme ambassadeur en Angleterre et il est l'un des négociateurs de la prolongation de la trêve de cinq ans avec le nouveau roi couronné Henri VI d'Angleterre. Plus tard dans la même année il est nommé « Gardien ou Warden » des Scottish Borders. En 1435 Angus conduit une troupe qui investit le 
château de Dunbar. Son propriétaire, Georges II Dunbar comte de March, avait été auparavant le pupille du roi et la garnison rend le château sans opposer de résistance. La garde du château de Dunbar est confiée par le roi à Angus et à Sir Adam Hepburn de Hailes Castle.
Le comte de March s'enfuit en Angleterre réclamer de l'aide afin de récupérer Dunbar par la force des armes. L'appui anglais se matérialise au printemps de 1435 quand Sir Robert Ogle, le gouverneur Berwick-upon-Tweed, avec Henri Percy et 4 000 hommes marchent vers le nord et reprennent le château. William d'Angus, Hepburn et Alexander Ramsay de Dalhousie, décident de contre attaquer et un siège s'engage. Ils rencontrent les forces anglaises lors du combat de Piperdean, près de Cockburnspath. La rencontre se termine par la défaite des Anglais qui ont peu de pertes humaines mais laissent 1 500 prisonniers qui seront mis à rançon par les Écossais.

## Dernières années
William d'Angus continue ensuite à consolider ses domaines souvent aux dépens de ses cousins les comtes de Douglas, en s'emparant de certaines de leurs forteresses comme Lintalee allant jusqu'à d'occuper même pendant une période le château d'Hermitage . Après le meurtre de son oncle le roi Jacques Ier en février 1437, le comte Angus prend en main la poursuite et l'arrestation des conspirateurs dont Walter Stuart comte d'Atholl, son grand oncle. William d'Angus meurt la même année en octobre à l'âge de trente-neuf ans.

## Union et postérité
La mère d'Angus se remarie dès 1409 avec Sir James Kennedy « le Cadet » de Dunure. C'est à vers cette époque que William d' Angus est fiancé après des négociations menées par sa grand-mère paternelle, Margaret Stuart  4e comtesse d'Angus avec Margaret Hay, fille de Sir William Hay de Yester. Ils marient en 1425 et ils ont cinq enfants:
- James Douglas, 3e comte d'Angus
- Georges Douglas, 4e comte d'Angus
- William Douglas de Cluny
- Hugues Douglas, Recteur de St. Andrews
- Hélène Douglas, épouse 1) Patrick Graham, 2e Lord Graham puis 2) James Ogilvy, 1er Lord Ogilvy d'Airlie

Plus tard Lady Elisabeth Douglas, la sœur de William d'Angus, épouse le beau frère de son frère, Sir David Hay de Yester. Leur fils John Hay, 1er Lord Hay de Yester est un ancêtre des marquis de Tweeddale.

## Sources
- (en) Cet article est partiellement ou en totalité issu de l’article de Wikipédia en anglais intitulé « William Douglas, 2nd Earl of Angus » (voir la liste des auteurs).
- (en) The Scots peerageː William Douglas, 2nd Earl of Angus